# La Chaise
 La Chaise  es una población y comuna francesa, en la región de Champaña-Ardenas, departamento de Aube, en el distrito de Bar-sur-Aube y cantón de Soulaines-Dhuys.

## Demografía
| 47 | 43 | 35 | 32 | 27 | 29 |
| Para los censos de 1962 a 1999 la población legal corresponde a la población sin duplicidades (Fuente: INSEE [Consultar]) |    |    |    |    |    |